# Пхаунка Маунмаун
Пхаунказа Маунмаун (бірм. ဖောင်းကားစား မောင်မောင်; 12  вересня 1763 — 11 лютого 1782) — м'янманський правитель з 5 до 11 лютого 1782 року.

## Життєпис
Син правителя Наундог'ї. Народився 1763 року, отримавши ім'я Маунмаун і титул князя. Ймовірно за підтримки частини знаті та військовиків вирішив повалити стриєчного брата Сінгу Міна. 5 лютого 1782 року скористався, що той рушив на прощу до пагоди Аньяртхіхато, прикинувся володарем, увійшов до палацу та захопив трон. Втім напевне лише його руками було вчинено змову, оскільки його союзник — відставний командувач Магатхіхатхури — вже 11 лютого допоміг стрийкові Бадон Міну захопити владу. Пхаунку Маунмауна було того ж дня з його старшою дружиною втоплено в річці.